# Unto Hautalahti
Unto Hautalahti (nascido em 11 de março de 1936) é um ex-ciclista olímpico finlandês. Representou sua nação em dois eventos nos Jogos Olímpicos de Verão de 1960.